# Pseudanisentomon
Pseudanisentomon (лат.) — род бессяжковых насекомых (Protura) из семейства Eosentomidae.

## Распространение
Китай, Япония.

## Описание
Мелкие бессяжковые. Сенсилла передних лапок g длинная лопатчатая; t2 листовидная или щетинковидная; f1 веретенообразный. Тергит VIII с 6/9 щетинками (Pc присутствует). Стернит VIII с 0/7 или 2/7 щетинками. Глаза, усики и крылья отсутствуют. Жвалы развиты (с несколькими зубцами), максиллярная железа с длинным узким протоком. Дыхальца на мезо- и метанотуме.
- Pseudanisentomon babai (Imadaté, 1964)
- Pseudanisentomon cangshanense Imadaté, Yin & Xie, 1995
- Pseudanisentomon dolichempodium (Yin & Zhang, 1982)
- Pseudanisentomon guangxinicum (Yin & Zhang, 1982)
- Pseudanisentomon huichouense Zhang & Yin, 1984
- Pseudanisentomon ishii Nakamura, 1996
- Pseudanisentomon jiangxiensis Yin, 1987
- Pseudanisentomon meihwa (Yin, 1965)
- Pseudanisentomon minystigmum (Yin, 1979)
- Pseudanisentomon molykos Zhang & Yin, 1984
- Pseudanisentomon paurophthalmum Zhang & Yin, 1984
- Pseudanisentomon pedanempodium (Zhang & Yin, 1981)
- Pseudanisentomon sheshanensis (Yin, 1965)
- Pseudanisentomon sininotiale Zhang & Yin, 1984
- Pseudanisentomon songkiangense Yin, 1977
- Pseudanisentomon trilinum (Zhang & Yin, 1981)
- Pseudanisentomon wanense Zhang, 1987
- Pseudanisentomon yaoshanense Zhang & Yin, 1984
- Pseudanisentomon yongxingense Yin, 1988